# Ellipteroides (Ptilostenodes) capitulus
Ellipteroides (Ptilostenodes) capitulus is een tweevleugelige uit de familie steltmuggen (Limoniidae). De soort komt voor in het Oriëntaals gebied.